# PROM (računalstvo)
PROM (eng. Programmable Read Only Memory) kratica je za memoriju koja se da programirati samo jednom. Takva inačica mikroračunala naziva se još i OTP (eng. One Time Programmable) dakle jednom programirljiva i omogućuje da se konačan razvijeni program upiše u memoriju mikroračunala i trajno ostaje zapisan.